# Миодраг Аксентијевић
Миодраг Аксентијевић (Прокупље, 22. јул 1983) српски је футсалски голман који од лета 2025. године наступа за футсал клуб Партизан.
Футсалску каријеру започео је у клубу Про-Ал из Прокупља, док је за футсал репрезентацију Србије дебитовао је на Светском првенству у футсалу 2012. а након тога заиграо и на Европском првенству у футсалу 2016. као и на Европском првенству у футсалу 2018.